# Geometrimima
Geometrimima là một chi bướm đêm thuộc họ Erebidae.